# おさい
おさいまたはおさいの方（おさいのかた、生没年不詳）は、室町時代後期から戦国時代にかけての女性。周防の戦国大名・大内義隆の2番目の正室（継室）。

## 生涯
父は官務家の小槻伊治で、義隆の最初の正室である万里小路貞子に仕える上臈であった。しかし貞子との間に子ができない義隆にいつしか思われる身となり、天文14年（1545年）に嫡子の義尊を産んだ。ただ、義尊については「御曹子（義尊）は実子にてはをはしまさぬと申せども、証拠は更になかりけり」（『大内義隆記』）とあるように、義隆の実子かどうかを疑われていた。しかし義隆の愛情を一身に集め、義隆が貞子と離縁した後は事実上の正室となり、貞子の居住していた御殿に移り住んだ。このためおさいの権勢が大内家中で高まり、群小の家臣の多くが追従したり取り入って家政は紊乱し、後の大寧寺の変の遠因を成した。
天文20年（1551年）の大寧寺の変では義隆や義尊、義尊の乳母らと共に法泉寺に逃れた。しかし義隆の勧めで宮野の妙喜寺に逃れ、次いで山口の光厳寺で出家した。この変事で義隆と義尊、さらに父の伊治も陶晴賢に殺され、おさいは朝夕菩提の弔いに勤めたと伝わる（『大内義隆記』）。

## おさいが登場する作品
TVドラマ
- 『毛利元就』（1997年、NHK大河ドラマ、演：川越美和）